# Чубаевское сельское поселение
Чуба́евское се́льское поселе́ние (чув. Чупай ял тăрăхĕ) — муниципальное образование в составе Урмарского района Чувашской Республики.
В Чубаевское сельское поселение входит 2 населенных пункта (деревни). Население — 1083 человека.
Главой поселения является Андреев Валерий Петрович.

## Организации
- Средняя общеобразовательная школа
- Дошкольная разновозрастная группа "Хевелпи"
- Фельдшерско-акушерский пункт
- Отделение связи
- ЦСДК
- Модельная библиотека
- Филиал Чубаевской ООШ
- Медпункт

## Населённые пункты
На территории поселения находятся следующие населённые пункты:
| Название | Тип населённого пункта | Население |
| -------- | ---------------------- | --------- |
| Чубаево  | Деревня                | 828       |
| Батеево  | Село                   | 255       |

## Достопримечательности
- Церковь Казанской Иконы Божией Матери
- Православная церковь Симеона Сродника Господня